# Premi e riconoscimenti di David Bowie
Quella che segue è la lista dei premi e dei riconoscimenti ricevuti dall'artista inglese David Bowie nel corso della sua carriera musicale e cinematografica.
Se si escludono il Festival della canzone di Malta e il Premio Internazionale del Disco di Monsummano Terme del 1969, nei quali When I Live My Dream vinse il premio per la miglior produzione, il primo riconoscimento ricevuto fu l'Ivor Novello Award del 1970 per la canzone Space Oddity.
In seguito Bowie ha collezionato oltre 80 nomination ottenendo 38 premi, tra cui 6 Grammy Awards, 6 BRIT Awards, 4 MTV Video Music Awards, 2 Ivor Novello Awards e 1 Saturn Award.

## Onorificenze
David Bowie è stato ammesso nella Rock and Roll Hall of Fame nel 1996, anche se non presenziò alla cerimonia perché impegnato con l'Outside Tour e il riconoscimento venne "accettato" in sua vece da Madonna, che per l'occasione lo ringraziò per averla ispirata. Il 12 febbraio del 1997 è stato premiato per il suo contributo all'industria dell'intrattenimento con una stella sulla Hollywood Walk of Fame.
L'8 maggio 1999 ha ricevuto il Dottorato onorario dal Berklee College of Music e il 13 ottobre dello stesso anno l'Ordre des Arts et des Lettres, ordine onorifico gestito dal Ministero della cultura francese, gli ha attribuito il grado di Commandeur dopo quello di Officier di due anni prima.
David Bowie ha rifiutato il titolo di Commendatore dell'Ordine dell'Impero Britannico nel 2000 (affermando a tale proposito «Sul serio, non so a cosa serva») e il cavalierato nel 2003.

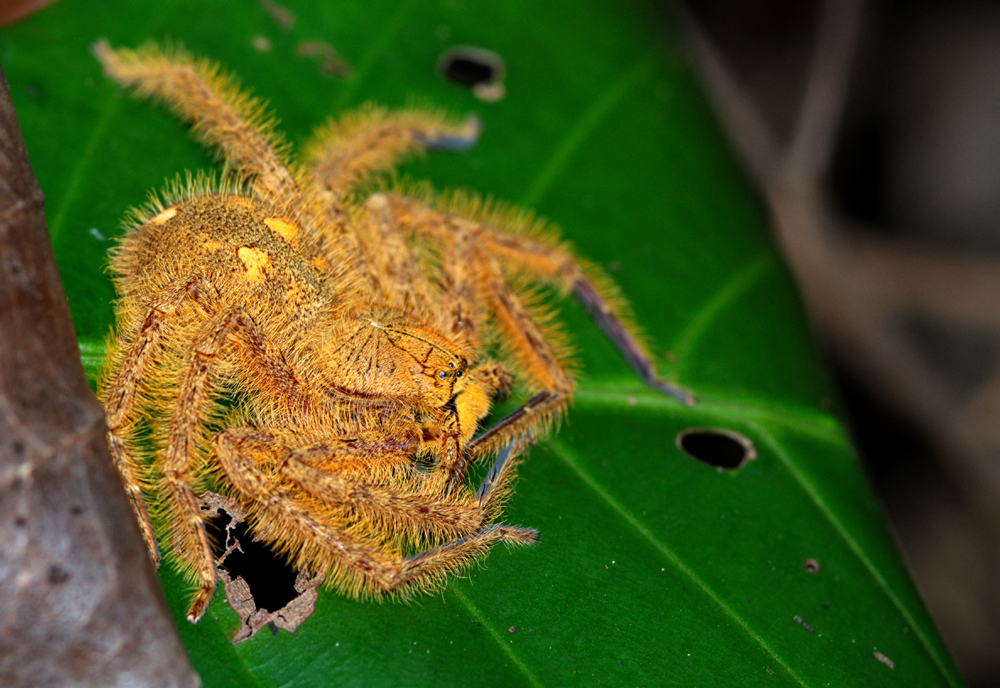
Il ragno Heteropoda davidbowie

Nel 2004 ha fatto il suo ingresso nella Songwriters Hall of Fame, un progetto della National Academy of Popular Music che ha l'obiettivo di realizzare un museo (al momento solo virtuale) dedicato ai più importanti autori di canzoni.
Nel 2008, il nome del cantante è stato dato dall'aracnologo tedesco Peter Jäger ad un ragno della famiglia delle Sparassidae, l'Heteropoda davidbowie, diffuso in Malaysia, a Singapore e a Sumatra.
Nel giugno 2013 è stato inserito nella Science Fiction and Fantasy Hall of Fame in qualità di "musicista e star del cinema mutevole e trasformista".
Nel 2014 è risultato secondo, preceduto dai Radiohead, tra i "100 artisti più influenti" secondo il settimanale britannico NME, in una classifica dalla quale erano esclusi volutamente i Beatles.
Il 5 gennaio 2015, un asteroide della fascia principale è stato chiamato "342843 Davidbowie" in suo onore. Il 13 gennaio 2016, gli astronomi belgi dell'Osservatorio Pubblico MIRA e la stazione radio belga Studio Brussels hanno registrato un nuovo asterismo di sette stelle nelle vicinanze di Marte che, se unite, formano la saetta presente sul volto del cantante sulla copertina di Aladdin Sane.
Dopo la sua morte, lo zoo e giardino botanico di Cincinnati ha annunciato che al primo animale nato nel 2016 (un pinguino minore blu) sarebbe stato dato il nome Bowie. Sempre nel 2016 gli viene dedicata la locandina del trentaquattresimo Torino Film Festival. 

## Premi e nomination
Nella tabella che segue sono riassunti in ordine cronologico i 38 premi ricevuti da David Bowie, inclusi quelli postumi.
| Anno | Premi                                    | Nomination                            | Categoria                                 |
| ---- | ---------------------------------------- | ------------------------------------- | ----------------------------------------- |
| 1970 | Ivor Novello Awards                      | Space Oddity                          | Songwriters' Guild                        |
| 1973 | NME Awards                               | David Bowie                           | Miglior cantante maschile                 |
| 1973 | NME Awards                               | David Bowie                           | Miglior cantante maschile britannico      |
| 1974 | NME Awards                               | David Bowie                           | Miglior cantante maschile                 |
| 1974 | NME Awards                               | David Bowie                           | Miglior cantante maschile britannico      |
| 1974 | NME Awards                               | David Bowie                           | Miglior produttore                        |
| 1976 | Saturn Awards                            | L'uomo che cadde sulla Terra          | Miglior attore                            |
| 1977 | NME Awards                               | David Bowie                           | Miglior cantante maschile                 |
| 1978 | NME Awards                               | David Bowie                           | Miglior cantante maschile                 |
| 1981 | NME Awards                               | David Bowie                           | Miglior cantante maschile                 |
| 1983 | NME Awards                               | David Bowie                           | Miglior cantante maschile                 |
| 1983 | NME Awards                               | David Bowie                           | Uomo meglio vestito                       |
| 1984 | BRIT Awards                              | David Bowie                           | Miglior cantante maschile britannico      |
| 1984 | MTV Video Music Awards                   | David Bowie                           | Video Vanguard Award                      |
| 1984 | MTV Video Music Awards                   | China Girl                            | Miglior video di un artista maschile      |
| 1985 | Grammy Awards                            | Jazzin' for Blue Jean                 | Miglior video di forma breve              |
| 1986 | MTV Video Music Awards                   | Dancing in the Street                 | Miglior performance in un video           |
| 1990 | Ivor Novello Awards                      | David Bowie                           | Outstanding Contribution to British Music |
| 1995 | Q Awards                                 | David Bowie                           | Inspiration Award                         |
| 1996 | BRIT Awards                              | David Bowie                           | Outstanding Contribution                  |
| 1998 | MuchMusic Video Awards                   | I'm Afraid of Americans               | EyePopper Award                           |
| 1999 | WB Radio Music Awards                    | David Bowie                           | Legend Award                              |
| 2000 | GQ Awards                                | David Bowie                           | Uomo più elegante dell'anno               |
| 2000 | Yahoo! Internet Life Online Music Awards | David Bowie                           | Online Pioneer Award                      |
| 2000 | Yahoo! Internet Life Online Music Awards | www.davidbowie.com                    | Miglior sito web di un artista            |
| 2003 | Daytime Emmy Awards                      | Hollywood Rocks the Movies: The 1970s | Outstanding Special Class Special         |
| 2006 | Grammy Awards                            | David Bowie                           | Premio alla carriera                      |
| 2007 | Webby Award                              | David Bowie                           | Webby Lifetime Achievement                |
| 2014 | BRIT Awards                              | David Bowie                           | Miglior cantante maschile britannico      |
| 2016 | BRIT Awards                              | David Bowie                           | Icon Award                                |
| 2016 | MTV Video Music Awards                   | Blackstar                             | Miglior scenografia                       |
| 2016 | NME Awards                               | Five Years (1969-1973)                | Miglior riedizione                        |
| 2017 | Grammy Awards                            | Blackstar                             | Miglior interpretazione rock              |
| 2017 | Grammy Awards                            | Blackstar                             | Miglior canzone rock                      |
| 2017 | Grammy Awards                            | Blackstar                             | Miglior album di musica alternativa       |
| 2017 | Grammy Awards                            | Blackstar                             | Best Engineered Album, Non-Classical      |
| 2017 | BRIT Awards                              | David Bowie                           | Miglior solista maschile britannico       |
| 2017 | BRIT Awards                              | Blackstar                             | Album britannico dell'anno                |

### American Music Awards
Il 16 gennaio 1984 David Bowie riceve una nomination come miglior artista pop/rock maschile dell'anno ma il premio è andato a Michael Jackson, forte del successo planetario di Thriller che ha fruttato all'artista americano ben 8 riconoscimenti
- 1984 – Candidatura come Miglior artista pop/rock maschile[14]

### BAFTA Television Awards
David Bowie ha ricevuto una nomination nel 1994 per la colonna sonora della miniserie della BBC The Buddha of Suburbia. Il premio è andato in quell'occasione a Jim Parker per To Play the King.
- 1994 – Candidatura come Miglior colonna sonora originale per The Buddha of Suburbia[15]

### BRIT Awards
Il 14 settembre 1984 David Bowie si è aggiudicato il premio come miglior artista solista, mentre l'anno successivo ha ottenuto una nomination ma il riconoscimento è andato a Paul Young. Nel 1996 è stato premiato per il contributo straordinario alla musica, eseguendo per l'occasione Moonage Daydream, e il 16 febbraio 1999 pur non essendo tra i nominati ha partecipato alla 23ª edizione dei BRITs esibendosi con i Placebo nella cover di 20th Century Boy dei T. Rex.
Nel 2000 e nel 2004 ha ottenuto altre due nomination come miglior solista ma non è riuscito a bissare il successo del 1984 e il premio è andato rispettivamente a Tom Jones e a Daniel Bedingfield. Nel 2014 si è aggiudicato di nuovo il premio come miglior cantante solista, oltre alla nomination come miglior album per The Next Day, e nel 2016 gli è stato assegnato l'Icon Award postumo ritirato nell'occasione dall'attore Gary Oldman. L'anno successivo sono arrivati altri due premi postumi, tra cui quello per Blackstar come album britannico dell'anno.
- 1984 – Miglior cantante maschile britannico[17]
- 1985 – Candidatura come Miglior cantante maschile britannico[18]
- 1994 – Candidatura come Miglior video britannico per Jump They Say[19]
- 1996 – Outstanding Contribution[20]
- 1998 – Candidatura come Miglior video britannico per Little Wonder[21]
- 2000 – Candidatura come Miglior cantante maschile britannico[22]
- 2004 – Candidatura come Miglior cantante maschile britannico[23]
- 2014 – Miglior cantante maschile britannico[24]
- 2014 – Candidatura come Miglior album britannico per The Next Day[24]
- 2016 – Icon Award[25]
- 2017 – Miglior solista maschile britannico[26]
- 2017 – Album britannico dell'anno per Blackstar[26]

### Daytime Emmy Awards
Nell'ambito degli Emmy Awards, i premi dedicati alla produzione televisiva statunitense e internazionale, David Bowie ha ottenuto un riconoscimento il 17 maggio 2003 per le produzioni nella fascia oraria relativa al mattino e al primo pomeriggio. Insieme alla regista Patty Ivins Specht e ai produttori Kevin Burns e David Sehring ha ritirato il premio per la sua partecipazione come voce narrante al documentario della AMC Hollywood Rocks the Movies: The 1970s.
- 2003 – Outstanding Special Class Special per Hollywood Rocks the Movies: The 1970s[27]

### Golden Globes
David Bowie ha partecipato solo nel 1983 alla consegna di uno dei maggiori riconoscimenti per chi opera nel settore dell'intrattenimento, ricevendo una nomination con Giorgio Moroder per il tema del film Il bacio della pantera ma venendo battuto da Up Where We Belong di Joe Cocker e Jennifer Warnes, dal film Ufficiale e gentiluomo.
- 1983 – Candidatura come Miglior canzone originale per Cat People (Putting Out Fire)[27]

### GQ Awards
Nel 2000 David Bowie ha ottenuto il premio come uomo più elegante dell'anno assegnato dalla rivista statunitense GQ.
- 2000 – Uomo più elegante dell'anno[28]

### Grammy Awards
La prima partecipazione risale all'edizione 1975, nella quale Bowie si limitò a premiare Aretha Franklin, mentre le prime nomination sono del 1984 ma il successo di Let's Dance non è stato sufficiente per conquistare i premi per il miglior album e la miglior performance vocale per Cat People. Michael Jackson è risultato il dominatore della serata con 8 riconoscimenti.
L'anno successivo sono arrivate altre due nomination e Bowie si è aggiudicato il suo primo Grammy per il video Jazzin' for Blue Jean diretto da Julien Temple, mentre il premio per la miglior performance rock è andato a Bruce Springsteen per Dancing in the Dark. Per l'edizione del 1998 circolarono voci di un'esibizione di David insieme ai Radiohead ma la notizia apparsa qualche giorno prima su NME venne smentita subito dopo. Anche in questa edizione il cantante ha ricevuto due nomination ma i premi per il miglior album "alternativo" (Earthling) e per la miglior performance vocale (Dead Man Walking) sono andati proprio ai Radiohead per OK Computer e a Bob Dylan per Cold Irons Bound.
Nel 2001 e nel 2004 Bowie colleziona altre due nomination per la miglior performance rock, rispettivamente per Thursday's Child e New Killer Star, venendo battuto da Lenny Kravitz nel primo caso e da Dave Matthews nel secondo. L'8 febbraio 2006 è stato premiato con il Grammy alla carriera, anche se non era presente alla cerimonia, e nel 2014 sono arrivate le nomination per l'album The Next Day e per The Stars (Are Out Tonight) ma i premi sono andati a Celebration Day dei Led Zeppelin e a Radioactive degli Imagine Dragons.
Nel 2017, a un anno dalla sua scomparsa David Bowie ha ottenuto altri quattro premi, due per l'album Blackstar e due per la title track.
A quelli sotto elencati vanno aggiunti il premio per il miglior packaging assegnato nel 1990 a Roger Gorman per il box set Sound + Vision e nel 2017 a Jonathan Barnbrook per Blackstar, e quello per il miglior arrangiamento assegnato nel 2016 a Maria Schneider per Sue (Or in a Season of Crime).
| Anno | Nomination                    | Categoria                                    | Risultato       | Note   |
| ---- | ----------------------------- | -------------------------------------------- | --------------- | ------ |
| 1984 | Let's Dance                   | Album dell'anno                              | Candidato/a     | [ 34 ] |
| 1984 | Cat People (Putting Out Fire) | Miglior interpretazione vocale rock maschile | Candidato/a     | [ 34 ] |
| 1985 | Jazzin' for Blue Jean         | Miglior video di forma breve                 | Vincitore/trice | [ 35 ] |
| 1985 | Blue Jean                     | Miglior interpretazione vocale rock maschile | Candidato/a     | [ 35 ] |
| 1998 | Earthling                     | Miglior album di musica alternativa          | Candidato/a     | [ 36 ] |
| 1998 | Dead Man Walking              | Miglior interpretazione vocale rock maschile | Candidato/a     | [ 36 ] |
| 2001 | Thursday's Child              | Miglior interpretazione vocale rock maschile | Candidato/a     | [ 37 ] |
| 2004 | New Killer Star               | Miglior interpretazione vocale rock maschile | Candidato/a     | [ 38 ] |
| 2006 | David Bowie                   | Premio alla carriera                         | Vincitore/trice | [ 39 ] |
| 2014 | The Stars (Are Out Tonight)   | Miglior interpretazione rock                 | Candidato/a     | [ 40 ] |
| 2014 | The Next Day                  | Miglior album rock                           | Candidato/a     | [ 40 ] |
| 2017 | Blackstar (canzone)           | Miglior interpretazione rock                 | Vincitore/trice | [ 32 ] |
| 2017 | Blackstar (canzone)           | Miglior canzone rock                         | Vincitore/trice | [ 32 ] |
| 2017 | Blackstar (album)             | Miglior album di musica alternativa          | Vincitore/trice | [ 32 ] |
| 2017 | Blackstar (album)             | Best Engineered Album, Non-Classical         | Vincitore/trice | [ 32 ] |

### Ivor Novello Awards
Il 10 maggio 1970, durante la cerimonia dei premi che dal 1955 vengono assegnati a compositori e scrittori musicali Bowie ha eseguito Space Oddity con l'arrangiamento orchestrale di Paul Buckmaster, ricevendo il premio speciale per l'originalità della composizione. Nel 1990 il cantante è stato premiato per il significativo contributo alla musica britannica.
| Anno | Nomination   | Categoria                                 | Risultato       | Note   |
| ---- | ------------ | ----------------------------------------- | --------------- | ------ |
| 1970 | Space Oddity | Songwriters' Guild                        | Vincitore/trice | [ 41 ] |
| 1990 | David Bowie  | Outstanding Contribution to British Music | Vincitore/trice | [ 42 ] |

### Mercury Prize
Nel 2002 Heathen ha ricevuto una nomination come miglior album ma ad aggiudicarsi il premio è stata Ms. Dynamite per A Little Deeper, mentre nel 2013 e nel 2016 The Next Day e Blackstar sono stati battuti da Overgrown di James Blake e Konnichiwa di Skepta.
| Anno | Nomination   | Categoria     | Risultato   | Note   |
| ---- | ------------ | ------------- | ----------- | ------ |
| 2002 | Heathen      | Miglior album | Candidato/a | [ 43 ] |
| 2013 | The Next Day | Miglior album | Candidato/a | [ 44 ] |
| 2016 | Blackstar    | Miglior album | Candidato/a | [ 45 ] |

### Mojo Awards
David Bowie è stato in lizza per tre anni consecutivi per i premi assegnati dalla rivista britannica Mojo senza riuscire ad ottenere nessun riconoscimento. Dal 2004 al 2006 ha ricevuto la nomination per l'Icon Award, votato dagli ascoltatori di Mojo Radio, e nel 2004 anche per l'Inspiration Award riservato a coloro che hanno esercitato una particolare influenza su altri artisti
| Anno | Nomination  | Categoria         | Risultato   | Note   |
| ---- | ----------- | ----------------- | ----------- | ------ |
| 2004 | David Bowie | Inspiration Award | Candidato/a | [ 46 ] |
| 2004 | David Bowie | Icon Award        | Candidato/a | [ 46 ] |
| 2005 | David Bowie | Icon Award        | Candidato/a | [ 47 ] |
| 2006 | David Bowie | Icon Award        | Candidato/a | [ 48 ] |

### MTV Movie Awards
Il cameo in Zoolander, diretto e interpretato da Ben Stiller nel 2002, ha rappresentato l'unica nomination ai premi di MTV dedicati al cinema. Il riconoscimento è andato a Snoop Dogg per l'apparizione in Training Day.
| Anno | Nomination  | Categoria     | Risultato   | Note   |
| ---- | ----------- | ------------- | ----------- | ------ |
| 2002 | David Bowie | Miglior cameo | Candidato/a | [ 27 ] |

### MTV Video Music Awards
La prima edizione dei VMAs è risultata la più fortunata per David Bowie che il 14 settembre 1984 si è aggiudicato il Video Vanguard Award, condiviso con i Beatles e Richard Lester e riservato a musicisti che hanno esercitato una profonda influenza sulla "cultura" di MTV, e il premio per il video di China Girl. Il premio è stato ritirato da Iggy Pop, coautore del brano, e Bowie si è esibito dal vivo con Blue Jean.
Dopo un'altra nomination l'anno successivo proprio per Blue Jean, nel 1986 ha vinto di nuovo grazie al duetto con Mick Jagger in Dancing in the Street ed ha eseguito Never Let Me Down in collegamento da Montréal. Altre nomination sono arrivate nel 1987 per Day-In Day-Out e nel 1998 per I'm Afraid of Americans, battuti rispettivamente da Sledgehammer di Peter Gabriel e Just the Two of Us di Will Smith.
Dopo quella del 1999 per il miglior sito internet, nel 2016 sono arrivate altre tre nomination per i videoclip di Lazarus e il premio per la miglior scenografia di Blackstar.
| Anno | Nomination              | Categoria                            | Risultato       | Note   |
| ---- | ----------------------- | ------------------------------------ | --------------- | ------ |
| 1984 | David Bowie             | Video Vanguard Award                 | Vincitore/trice | [ 49 ] |
| 1984 | China Girl              | Miglior video di un artista maschile | Vincitore/trice | [ 49 ] |
| 1984 | China Girl              | Miglior performance                  | Candidato/a     | [ 49 ] |
| 1984 | China Girl              | Miglior fotografia                   | Candidato/a     | [ 49 ] |
| 1984 | Modern Love             | Miglior performance dal vivo         | Candidato/a     | [ 49 ] |
| 1985 | Blue Jean               | Miglior performance dal vivo         | Candidato/a     | [ 50 ] |
| 1986 | Dancing in the Street   | Miglior performance in un video      | Vincitore/trice | [ 51 ] |
| 1987 | Day-In Day-Out          | Miglior video di un artista maschile | Candidato/a     | [ 52 ] |
| 1998 | I'm Afraid of Americans | Miglior video di un artista maschile | Candidato/a     | [ 53 ] |
| 1999 | www.davidbowie.com      | Miglior sito web                     | Candidato/a     | [ 54 ] |
| 2016 | Lazarus                 | Miglior regia                        | Candidato/a     | [ 55 ] |
| 2016 | Lazarus                 | Miglior montaggio                    | Candidato/a     | [ 55 ] |
| 2016 | Lazarus                 | Miglior fotografia                   | Candidato/a     | [ 55 ] |
| 2016 | Blackstar               | Miglior scenografia                  | Vincitore/trice | [ 55 ] |

### MuchMusic Video Awards
Nel 1998 Bowie si è aggiudicato con I'm Afraid of Americans l'Eye Popper Award, uno dei premi assegnati dalla rete TV canadese MuchMusic ai migliori videoclip. Nel 1999 non ci sono nomination e il cantante ha partecipato come performer con The Pretty Things Are Going to Hell.
| Anno | Nomination              | Categoria       | Risultato       | Note   |
| ---- | ----------------------- | --------------- | --------------- | ------ |
| 1998 | I'm Afraid of Americans | EyePopper Award | Vincitore/trice | [ 57 ] |

### NME Awards
Dal 1973 al 1983 David Bowie ha ottenuto per 6 volte il riconoscimento come miglior cantante maschile e per 2 volte quello come miglior cantante britannico. I lettori di NME hanno inoltre decretato Bowie miglior produttore per Diamond Dogs nel 1974 e "uomo meglio vestito" nel 1983. Nel 2016 il riconoscimento è andato al box set antologico Five Years (1969-1973).
| Anno | Nomination             | Categoria                            | Risultato       | Note   |
| ---- | ---------------------- | ------------------------------------ | --------------- | ------ |
| 1973 | David Bowie            | Miglior cantante maschile            | Vincitore/trice | [ 58 ] |
| 1973 | David Bowie            | Miglior cantante maschile britannico | Vincitore/trice | [ 58 ] |
| 1974 | David Bowie            | Miglior cantante maschile            | Vincitore/trice | [ 59 ] |
| 1974 | David Bowie            | Miglior cantante maschile britannico | Vincitore/trice | [ 59 ] |
| 1974 | David Bowie            | Miglior produttore                   | Vincitore/trice | [ 59 ] |
| 1977 | David Bowie            | Miglior cantante maschile            | Vincitore/trice | [ 60 ] |
| 1978 | David Bowie            | Miglior cantante maschile            | Vincitore/trice | [ 61 ] |
| 1981 | David Bowie            | Miglior cantante maschile            | Vincitore/trice | [ 62 ] |
| 1983 | David Bowie            | Miglior cantante maschile            | Vincitore/trice | [ 63 ] |
| 1983 | David Bowie            | Uomo meglio vestito                  | Vincitore/trice | [ 63 ] |
| 2016 | Five Years (1969-1973) | Miglior riedizione                   | Vincitore/trice | [ 64 ] |
| 2017 | David Bowie            | Eroe dell'anno                       | Candidato/a     | [ 65 ] |

### Q Awards
Nel 1995, reduce dalla pubblicazione di 1.Outside, Bowie ha ricevuto l'Inspiration Award condiviso con Brian Eno. Altre nomination sono arrivate nel 2002 per la miglior produzione di Heathen, nel 2004 per la miglior esibizione live e nel 2013 in ben 6 categorie, tra cui quella per la mostra itinerante David Bowie Is.
| Anno | Nomination                  | Categoria                   | Risultato       | Note   |
| ---- | --------------------------- | --------------------------- | --------------- | ------ |
| 1995 | David Bowie                 | Inspiration Award           | Vincitore/trice | [ 66 ] |
| 2002 | David Bowie                 | Miglior produttore          | Candidato/a     | [ 67 ] |
| 2004 | David Bowie                 | Miglior numero live         | Candidato/a     | [ 68 ] |
| 2013 | Where Are We Now?           | Migliore traccia            | Candidato/a     | [ 69 ] |
| 2013 | The Stars (Are Out Tonight) | Miglior video               | Candidato/a     | [ 69 ] |
| 2013 | The Next Day                | Miglior album               | Candidato/a     | [ 69 ] |
| 2013 | David Bowie                 | Miglior arstita solista     | Candidato/a     | [ 69 ] |
| 2013 | David Bowie                 | Best Act in the World Today | Candidato/a     | [ 69 ] |
| 2013 | David Bowie at the V&A      | Miglior evento              | Candidato/a     | [ 69 ] |

### Saturn Awards
Quello assegnato ogni anno dai membri dell'Academy of Science Fiction, Fantasy & Horror Films è stato il primo riconoscimento cinematografico ottenuto da David Bowie, grazie alla sua interpretazione nel film del 1976 diretto da Nicolas Roeg.
| Anno | Nomination                   | Categoria      | Risultato       | Note   |
| ---- | ---------------------------- | -------------- | --------------- | ------ |
| 1976 | L'uomo che cadde sulla Terra | Miglior attore | Vincitore/trice | [ 70 ] |

### WB Radio Music Awards
David Bowie si è aggiudicato il Legends Award nella prima edizione dei premi assegnati dall'americana Warner Bros. Radio. Durante la manifestazione, trasmessa in diretta da Las Vegas. Dopo aver ricevuto il riconoscimento dal cantante country Garth Brooks ha proposto dal vivo Rebel Rebel e Thursday's Child.
| Anno | Nomination  | Categoria    | Risultato       | Note   |
| ---- | ----------- | ------------ | --------------- | ------ |
| 1999 | David Bowie | Legend Award | Vincitore/trice | [ 71 ] |

### Webby Award
Nel 2007 Bowie è stato premiato dalla International Academy of Digital Arts and Sciences di New York per la sua attività multimediale.
| Anno | Nomination  | Categoria                  | Risultato       | Note   |
| ---- | ----------- | -------------------------- | --------------- | ------ |
| 2007 | David Bowie | Webby Lifetime Achievement | Vincitore/trice | [ 72 ] |

### Yahoo! Internet Life Online Music Awards
Il 24 luglio 2000, allo Studio 54 di New York David Bowie ha ricevuto i primi riconoscimenti per il suo impegno nel web, esibendosi per l'occasione in Wild Is the Wind e Life on Mars? con Mike Garson al pianoforte.
| Anno | Nomination              | Categoria                        | Risultato       | Note   |
| ---- | ----------------------- | -------------------------------- | --------------- | ------ |
| 2000 | David Bowie             | Online Pioneer Award             | Vincitore/trice | [ 73 ] |
| 2000 | www.davidbowie.com      | Miglior sito web di un artista   | Vincitore/trice | [ 73 ] |
| 2000 | www.teenagewildlife.com | Miglior sito web creato dai fans | Candidato/a     | [ 73 ] |